# Графітово
Графі́тово (болг. Графитово) — село в Сливенській області Болгарії. Входить до складу общини Нова Загора.

## Населення
За даними перепису населення 2011 року у селі проживали 0 осіб.
Динаміка населення: